# Samostatná operační skupina „Slezsko“

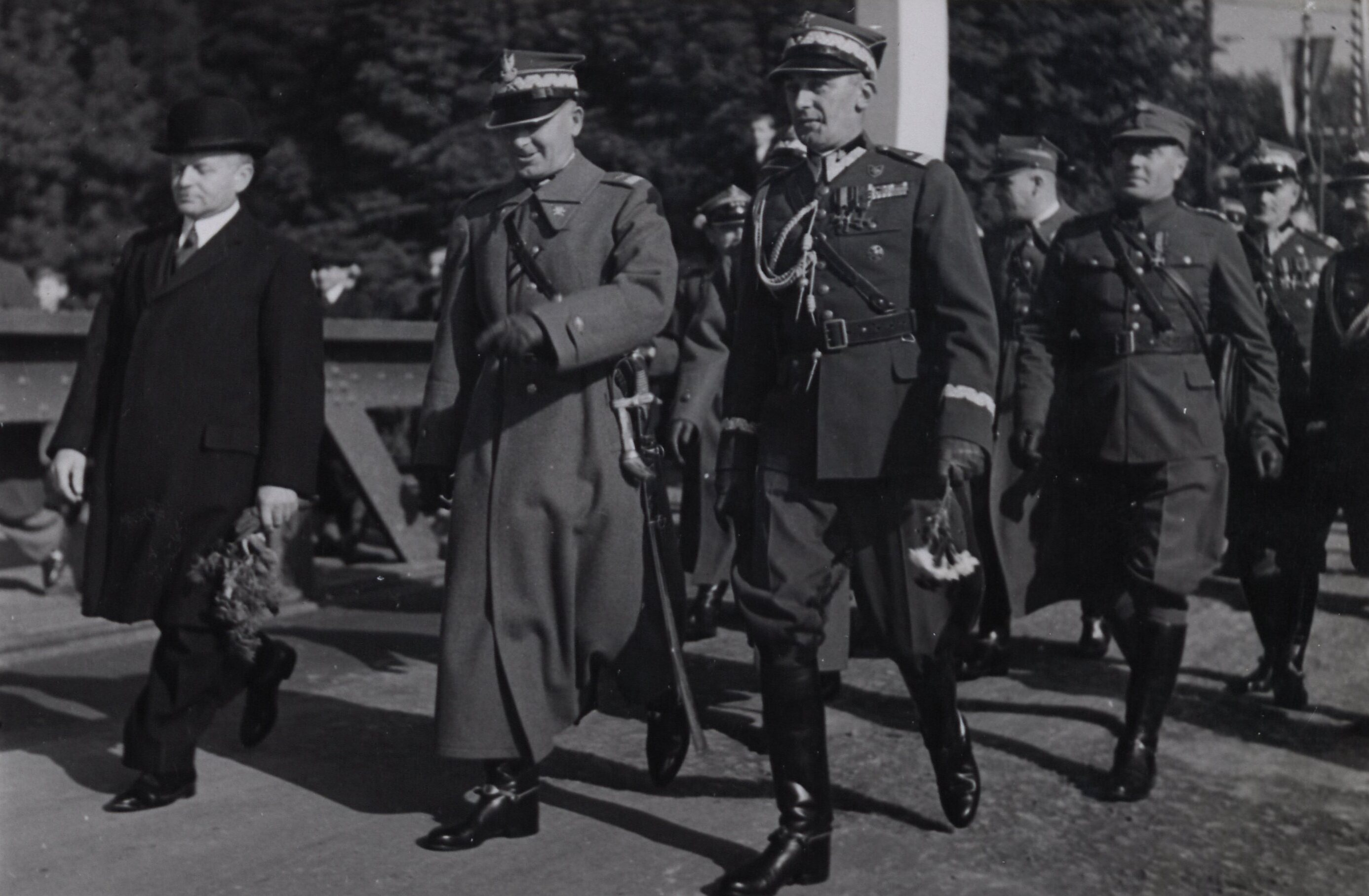
Slezský vojvoda Michał Grażyński, maršál Edward Rydz-Śmigły a generál Władysław Bortnowski 12. října 1938 v „Západním Těšíně“

Samostatná operační skupina „Slezsko“ (polsky Samodzielna Grupa Operacyjna „Śląsk“) byla operační skupina polské armády, vytvořená 21. září 1938 k obsazení československé části Těšínska. Účastnila se též obsazení částí československé části Oravy a Spiše, po jehož provedení byla rozpuštěna. 

## Složení
Operační skupina se skládala zejména z vojáků 4., 14., 15., 16., 23. a 25. pěší divize polské armády a 21. divize horské pěchoty polské armády. V jejím rámci působil i jízdní pluk s celkem 837 koňmi, nově vytvořený z jednotek Velkopolského jízdního sboru a Pomořanského jízdního sboru polské armády a osm letek polského vojenského letectva (z toho dvě letky lehkých bombardérů) s celkem 103 letadly. Operační skupina byla vybavena též 234 děly a těžkým pancéřovaným vlakem. Celková početní síla operační skupiny byla 35 966 mužů. Jejím velitelem byl generál Władysław Bortnowski.

## Obsazení Těšínska

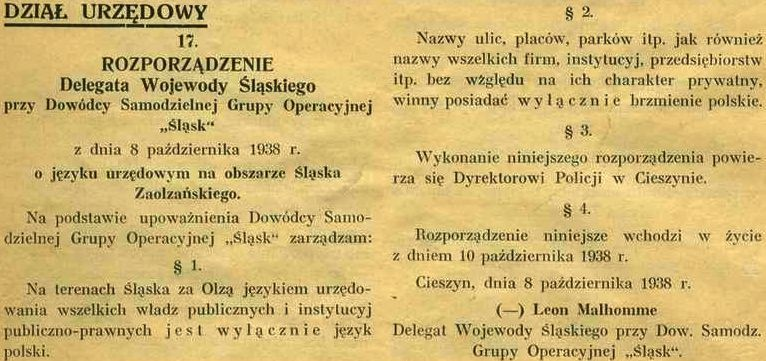
Dekret o výlučném užívání polštiny na anektovaném území, vydaný v „Západním Těšíně“ Leonem Malhommem, delegátem slezského vojvody při Samostatné operační skupině „Slezsko“

Po svém vytvoření byla operační skupina soustředěna v bezprostřední blízkosti československo-polských hranic a připravovala se na útok proti Československu. U operační skupiny působil jako delegát slezského vojvody bývalý polský konzul v Československu Leon Malhomme, který měl odpovídat za civilní správu na území, jež se mělo obsadit.
V důsledku Mnichovské krize československá vláda ustoupila polskému nátlaku a vydala Polsku část československé části Těšínska (spolu s přilehlou částí Čadecka na Slovensku), které Polsko pod hrozbou vojenského útoku požadovalo. Operační skupina obsazovala zabrané území od 2. října 1938 do 11. října 1938.

## Obsazení Oravy a Spiše
Po obsazení východní části československého Těšínska a přilehlé části Čadecka Polsko vzneslo další územní požadavky vůči Československu, tentokrát na Oravě a Spiši. Po polském ultimátu slovenská autonomní vláda i československá vláda, které v té době stály před vyřešením územních sporů s Maďarskem, hrozbě vojenského útoku ustoupily. Byla vytvořena delimitační komise k určení průběhu hranic. Komise pracovala v nepřátelsky laděném prostředí, za spontánních, ale i organizovaných protestů místního obyvatelstva proti připojení k Polsku.
24. listopadu 1938 zaútočil v Oravském Podzámku shromážděný dav kamením na autobus s polskou delegací a polská vláda obratem oznámila, že v zájmu zajištění klidu bude sporné území obsazeno polskou armádou. Časně ráno následujícího dne obdržel Władysław Bortnowski rozkaz zahájit obsazování slovenského území určeného k delimitaci a operační skupina zahájila vstup do Čadecka, střeženého zesílenou obranou československé armády. Nastaly urputné ústupové boje se zapojením dělostřelectva a bombardérů, byly zaznamenány případy střelby civilistů do týla postupujících polských vojsk. Na československé straně padli v tomto střetu čtyři vojáci a 14 bylo zraněno, operační skupina měla dva padlé a deset raněných. Sedm československých vojáků bylo zajato, z toho pět se prohlásilo za Slováky a přátele Polska a byli propuštěni. Další den byla oblast obsazena polským vojskem. K podobnému střetu došlo poblíž Javoriny, kde na straně operační skupiny padl major Stefan Rago a kaprál Oleksowicz byl těžce raněn.

## Ukončení činnosti
9. prosince 1938 byla operační skupina z pohraničního území odvolána a poté byla rozpuštěna.